# Zonopterus diversus
Zonopterus diversus là một loài bọ cánh cứng trong họ Cerambycidae.